# Sixth Avenue (metrostation)
6th Avenue is een station van de Metro van New York aan de Canarsie Line. Op dezelfde locatie liggen de direct verbonden metrostations 14th Street en (via een 200 m lange voetgangerstunnel) 14th Street en eveneens op dezelfde locatie ligt ook het apart toegankelijk station 14th Street van de Port Authority Trans-Hudson, het PATH-netwerk dat verbindingen biedt met de voorsteden in New Jersey.